# Panono
Panono és una de les primeres càmeres omnidireccionals capaces de realitzar fotografies 360 graus.
Està formada per 36 objectius d'enfoc fixe que es troben repartits cobrint tota la estructura esfèrica de la càmera.
El funcionament d'aquesta es mol senzill. Per realitzar una fotografia, s'ha d'impulsar la càmera sobre un eix vertical (en la pràctica, llançar-la al aire). Aquesta està equipada amb un acceleròmetre que mitjançant un algoritme determinarà en quin moment la càmera es troba en el punt més alt (i per tant està a punt de començar el descens) i realitzaran 36 fotografies que seran combinades en una gran imatge de 72 megapixels.
Posteriorment la imatge es pot descarregar mitjançant el sistema de xarxa d'àrea local sense fils (WLAN) que incorpora la càmera i una aplicació per sistemes operatius Android i iOS.
Des d'aquesta aplicació l'usuari també pot emmagatzemar les imatges al núvol (fent ús del sistema anomenat stitching), compartir-les a les xarxes socials o integrar-les a pàgines webs (mitjançant una URL pròpia generada per l'aplicació), controlar els paràmetres bàsics (temps d'exposició, ISO, balanç de blancs, HDR) i disparar la càmera de manera remota
| Característiques |                                                               |
| ---------------- | ------------------------------------------------------------- |
| Diàmetre         | 11 centímetres                                                |
| Pes              | 480 grams                                                     |
| Càmeres          | 36 càmeres d'enfoc fixe                                       |
| Memòria interna  | 16 GB (600 imatges aprox.)                                    |
| Connectivitat    | Android i iOs Mitjançant Xarxa d'àrea local sense fils (WLAN) |

## Història
El primer disseny de prototip va ser realitzat com a treball de final de carrera, d'un jove alemany estudiant d'enginyeria informàtica, Jonas Pfeil.
La idea, que va ser presentada durant la conferència tècnica Siggraph, ve obtenir molt d'èxit. És per això que Jonas Pfiel, juntament amb alguns companys d'universitat, va decidir fundar una startup i intentar comercialitzar la càmera.
Necessitaven 900.000 dòlars americans per poder fer realitat el projecte, i és per això que el 12 de novembre del 2013 van llançar una campanya per finançar col·lectivament el projecte mitjançant la plataforma Indiegogo. Marcant com a data límit per aconseguir els diners el dia 4 de gener del 2014.
La recompensa pels inversors i col·laboradors en la campanya, era un descompte de 50 dòlars sobre el preu final del producte, que tenia prevista la sortida a la venta el tercer trimestre del 2014 a un preu de 599 dòlars.
D'ençà el model inicial s'ha anat modificant millorant tant a nivell de software com de hadware.
Durant la campanya a Indigogo es va explicar que les fotos es processaven gratis al núvol. Les captures no es poden extreure de la càmera ni hi ha un programari alternatiu per poder crear tu mateix les panoràmiques. El 2019 mitjançant un correu electrònic als seus usuaris es va informar que es cobrarien 0,79€ per cada fotografia processada.